# Manuel Ocaranza
Manuel Egidio Ocaranza (Uruapan, 31 de agosto de 1841 - Ciudad de México, 2 de junio de 1882) fue un pintor mexicano, relacionado con el costumbrismo. Considerado uno de los primeros artistas modernos de México en el siglo XIX. Parte de su obra se expone en el Museo Nacional de Arte en la Ciudad de México.

## Biografía
Los registros parroquiales de la iglesia de San Francisco en Uruapan, hacen constar que Manuel Ocaranza fue bautizado el 1 de septiembre de 1841 con un día de nacido, lo que hace suponer que nació el 31 de agosto, aunque otros registros apuntan a otras fechas. En el acta bautismal se lee:
En el Pueblo de Uruapan a primero de Sbre. De ochocientos cuarenta y uno, yo el Br. D. Estevan Cea Cura propio y Juez Eclo. del partido de Chucandiro e interino de este, exorsise bautise solemnemente puse el Santo oleo y crisma, a un infante de un día de nacido á quien puse por nombres Jose Manl. Gil de Jesús, hijo legitimo de D. Luis Ocaranza y de Da. Dolores Ynojosa, fueron sus padrinos Migl. Gutierrez y su hermana Da. Dolores Guts. a quienes amoneste su obligación y para q. conste lo firme.
Estuvo relacionado con Eduardo Ruiz, con quien compartió ideales liberales, y se oponían a la invasión francesa. Ruiz cuenta una anécdota de la infancia de Ocaranza en la que evoca el talento temprano del pintor: Ocaranza trabajaba en la tienda de su padre, y como le causaba tristeza ver los estantes vacíos, un día cerró la tienda y dibujó diversos productos, como casimires, zarapes de Saltillo, rebozos, conservas, entre otros. Conoció a José Martí y tuvo una relación con Ana Martí, hermana del poeta. Ocaranza también conoció y se relacionó con miembros de la familia Mercado, como Antonio Florentino y con Manuel Antonio; ambos apoyaron al pintor para que estudiara en la Academia de San Carlos, y convencieron a su padre para que lo dejara viajar a la Ciudad de México.
Durante la ocupación francesa, regresó a Uruapan, uniéndose a la resistencia. En 1865 vuelve a la Ciudad de México.

### Estudios
Comenzó sus estudios en la Academia de San Carlos cuando tenía unos veinte años; una edad poco habitual, porque sus compañeros tendrían entre 13 y 15 años. Estudió con Pelegrín Clavé, José Salomé Pina y Santiago Rebull. En la academia aprendió técnicas clásicas de pintura, las cuales utilizó a su manera; esto porque era un artista independiente. Desde sus primeras obras estudiantiles, mostró personalidad en su lenguaje pictórico así como un interés por plasmar temas modernos.
Ganó una beca para estudiar en Europa en 1874. En su viaje pudo copiar algunas obras maestras y también creó obras propias.

### Fallecimiento
Ocaranza murió en la Ciudad de México a los 41 años, el 2 de julio de 1882.

## Estilo artístico
Dentro de su obra pictórica retrató elementos sociales de la época en la que vivió, sobre todo a la figura femenina, a partir de una visión academicista y romántica. En las figuras femeninas que retrató, aparecen como alegorías y símbolos, con un aspecto y vestimenta de tipo burgués. Su estilo se encuentra dentro del Romanticismo, lo cual es posible apreciar en obras como El amor del colibrí y La flor muerta, en las que incorpora alegorías.
El uso de estos símbolos, convierten a Ocaranza en uno de los primeros pintores mexicanos en utilizar una nueva concepción moral para el arte en la Nueva República Restaurada, y muestra el enorme cambio social y político de esos tiempos, un liberalismo y reformismo. La influencia de Ocaranza en estos ámbitos viene de la mano de José Martí, Manuel Mercado y Vicente Riva Palacio, con quienes tuvo una relación de amistad.

## Obra
La obra de Ocaranza se encuentra en el Museo Nacional de Arte y otras colecciones privadas como la Colección Andrés Blaisten.

### La flor muerta(1868)
La flor muerta y El amor del colibrí (1869), son obras que guardan relación, y aunque no fueron pensadas como un díptico, tienen una lectura alegórica complementaria. Ocaranza pintó primero La flor muerta, aunque las dos fueron expuestas en la Academia. Para Guillermo Prieto Pradillo, quien realizó una crítica de las obras, La flor muerta poseía mejor factura que El amor del colibrí; y lo mismo opinaron en la Academia de San Carlos, pues conservaron la obra para su acervo, mientras que la otra fue rifada entre los suscriptores de la exposición.

### Travesuras del amor(1869)

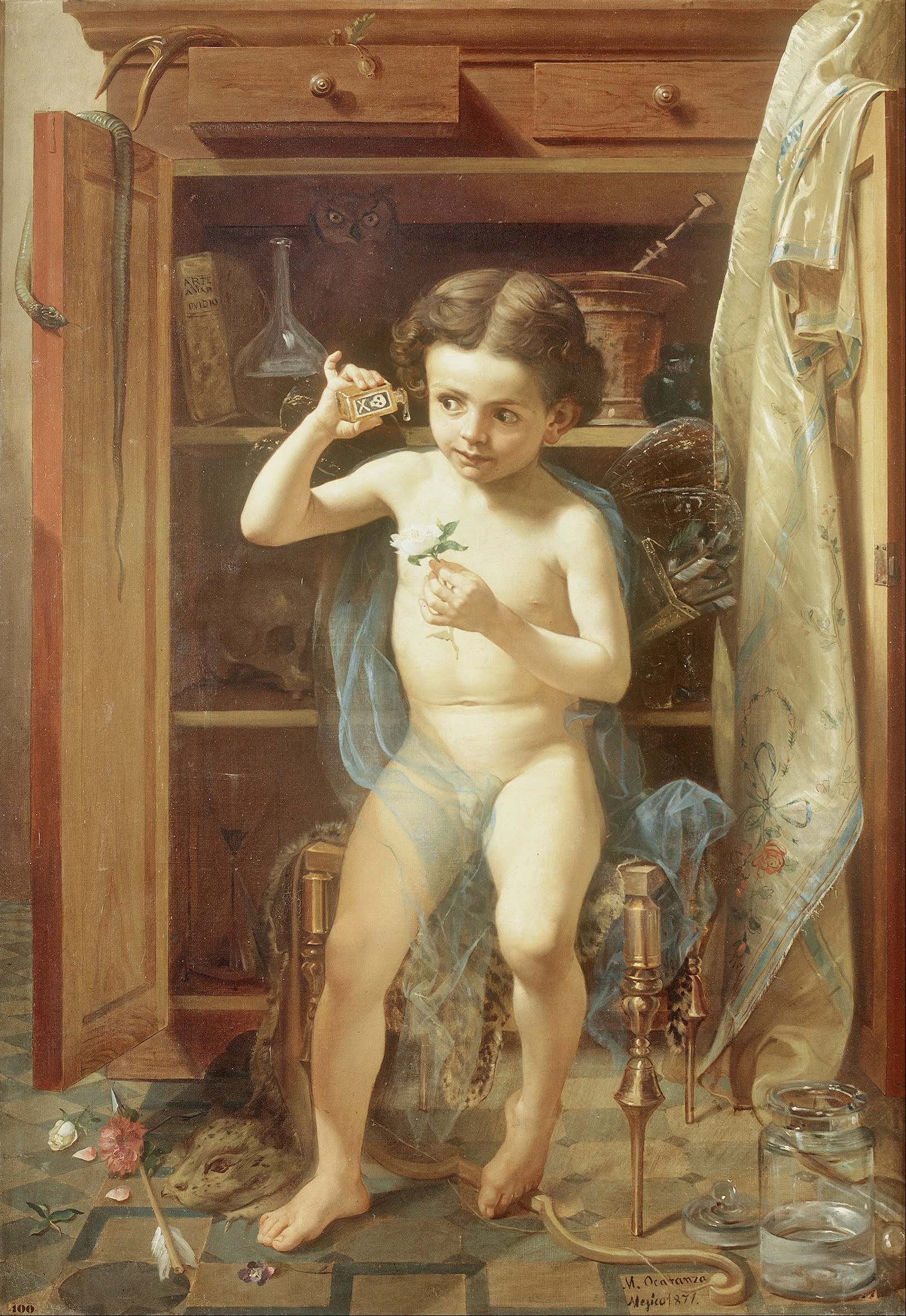
Las travesuras del amor, 1869

Se trata de una obra que con un tema tipo divertimento. Posee una iconografía que se sale de la tradición académica. El retrato representa a un niño desnudo cubierto con una gasa serpenteando su cuerpo. Representa a Eros-Cupido, que se encuentra colocando una sustancia a una rosa blanca, y corrompe su pureza con las pasiones. Es la alegoría de los procedimientos que tiene el amor para envenenar la pureza. Otros elementos que corresponden a Cupido se encuentran en los pies del niño, como el arco y la flecha, junto con otros objetos de la hechicería, como una lechuza, serpiente, calavera, pócimas.
Esta obra estuvo presente en 1871, en la XV Exposición de la Escuela Nacional de Bellas Artes, junto con otras obras del artista.

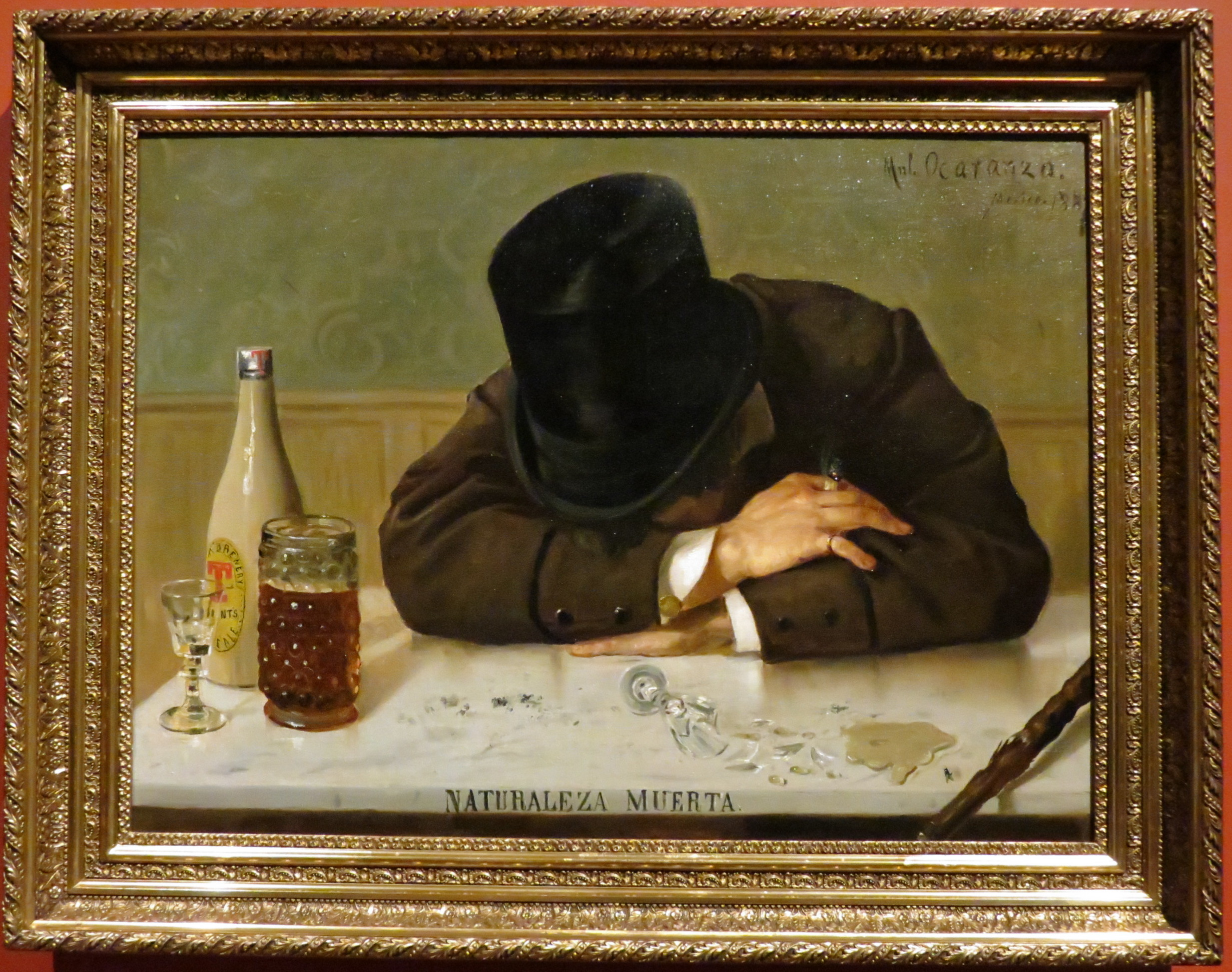
Naturaleza muerta, 1881

### Naturaleza muerta(1881)
Esta pintura tiene un título con un significado alegórico, pues muestra la relación de dos géneros sin aparente relación, el retrato y el bodegón. El artista los plasma a partir del concepto de vanitas o memento mori. El cuadro retrata, a su vez, el alcoholismo (que supuestamente padeció en París); pues en la pieza aparece representado un joven postrado en una mesa por los estragos de la embriaguez. A su lado, se encuentran una botella, un vaso lleno y dos copas, una de ellas rota. En el cuadro no hay diferencia entre los objetos inertes y los vivos. Poco después de pintar esta obra, Ocaranza falleció.

### Lista de obras
- Copia de San Juan Bautista de Jean-Auguste-Dominique Ingres (1862)[4]
- Autorretrato (1862)[4]
- La flor muerta (1868)[12]
- El amor del colibrí (boceto, 1869)[12]
- El amor del colibrí (1869)[12]
- La cuna vacía (1871)[12]
- Las travesuras del amor (1871)[12]
- La denegación del perdón a Maximiliano (1873)[13]
- Café de la Concordia
- Naturaleza muerta (1881)[12]
- La caridad (s/f)[12]